# Константин Мазников
Константин Мазников – Дяволето е български футболист, нападател.

## Кариера
Играл е за Левски (София) от 1922 до 1930 г. Има 85 мача и 39 гола в първенството. Вицешампион през 1925 г. Участва в първия национален отбор на Летните олимпийски игри през 1924 в Париж. Има 6 мача и 2 гола за националния отбор. След прекратяването на състезателната си дейност до края на 1930-те години е обществен деятел в областта на футбола. Става треньор на националния отбор през 1938 г., който е с основно подмладен състав.